# Hugo Nunes
Hugo Rafael Andrade Nunes, nascido em 17 de novembro de 1996 (28 anos) nascido em Paços De Ferreira, é um corredor ciclista português.

## Biografia
Durante os seus anos Camadas jovens, Hugo Nunes distingue-se na Volta a Portugal juniores pela equipa de formação Silva & Vinha A.D.R.A.P Sentir Penafiel, onde se classifica respectivamente quarto em 2013, com a classificação do melhor jovem, depois quinto em 2014.
Em 2015, ele integrou a equipa Sub-23 portuguesa Maia-Ribeiro S Bike Shop. Com esta, se distingue sobre o circuito nacional português terminando oitavo e melhor jovem do Grande Prêmio Abimota. Em 2016, evolui baixo as cores da formação Anicolor Mortagua. Segundo do Campeonato de Portugal sobre estrada esperanças por trás de Ruben Guerreiro, termina igualmente oitavo do Volta a Portugal do Futuro em estado. Começo Setembro, sobe sobre a terceira andadura do pódio final da Volta dos Campeões, conseguida pelo seu colega de equipa Fábio Mansilhas.
Durante o ano 2017, mostra-se novamente a sua vantagem sobre provas do circuito português, 3.º da Volta à Albergaria na Copa de Portugal, e 7.º do Grande Prêmio Abimota. Reedita por outra parte uma boa prestação sobre a Volta a Portugal do Futuro, que conclui desta vez ao sexto lugar. Com a selecção nacional de menos de 23 anos, termina 41.º da Volta de l'Avenir.

## Palmarés
- 2016
  - 2.º do Campeonato de Portugal sobre estrada esperanças
- 2018
  - 3.º do Volta a Portugal do Futuro
  - 2016
  - 2.º do 41.º Volta à Ilha da Madeira em bicicleta